# Christian Wilhelm (Politiker)
Christian Wilhelm (* 1973 in Sonthofen) ist ein deutscher Politiker (Freie Wähler) und seit dem 1. Mai 2014 Erster Bürgermeister der Stadt Sonthofen.

## Leben

### Beruflicher Werdegang
Wilhelm besuchte nach seiner Schulzeit die Berufsschule für Rechts- und Verwaltungsberufe in München und war bis 2014 als Amtmann im Notardienst tätig.

### Politische Karriere
Seit Sommer 2012 ist Wilhelm Mitglied des Stadtrats in Sonthofen. Er rückte während der laufenden Legislaturperiode nach dem Ausscheiden eines Mitglieds nach und wurde direkt zum Wirtschaftsreferenten berufen. Bei der Kommunalwahl 2014 wurde er als Bürgermeisterkandidat für die Nachfolge von Hubert Buhl (FREIE WÄHLER) aufgestellt. Die Stichwahl zwischen Klaus Häger (SPD) und Christian Wilhelm fiel zu Gunsten von Wilhelm aus. Er erhielt 62,53 Prozent, Klaus Häger 37,47 Prozent der gültigen Stimmen. Bei der Kommunalwahl in Bayern am 15. März 2020 wurde er mit 92,59 % ohne Gegenkandidaten in seinem Amt bestätigt. Seit 2014 ist er ebenfalls Mitglied des Oberallgäuer Kreistags.
Bei der Kommunalwahl 2026 tritt Wilhelm als Landratskandidat für die Nachfolge von Indra Baier-Müller an.

### Privates
Wilhelm ist verheiratet und hat zwei Kinder.
1997 schaffte Wilhelm als Spielertrainer des TSV Sonthofen den Aufstieg in die 2. Deutsche Volleyball-Bundesliga der Männer. Mit 24 Jahren übernahm er als Trainer die Landesligamannschaft der Volleyball-Damen und führte auch sie in den kommenden Jahren in die 2. Volleyball-Bundesliga der Frauen. Wilhelm übernahm 2007 die Nachwuchsarbeit als Leiter des Volleyball-Jugendleistungszentrums Sonthofen.